# الروح القدس في المسيحية

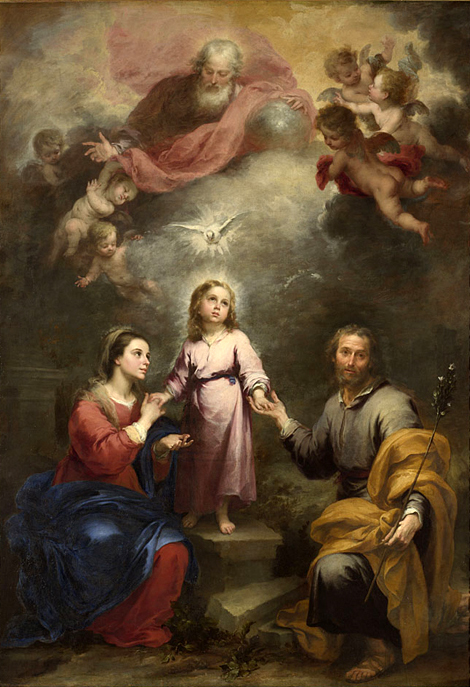
رسم يبرز الروح القدس كحمامة في "الثالوث السماوي" ينضم إلى "الثالوث الدنيوي" من خلال تجسد الإبن. رسم لموريللو، 1677.

الروح القدس في أغلبية الطوائف المسيحية هو الأقنوم الثالث من الثالوث الإلهي: الله الآب، والله الابن وروح القدس وكل أقنوم بحد ذاته هو الله. يعرف بعض اللاهوتيين المسيحيين الروح القدس بروخ قادوشي (عبرية تعني روح القدس) المذكورة في الكتب اليهودية المقدسة،  مع العديد من الأسماء المشابهة بما في ذلك روخإلوهيم (روح الله)، روخ ياهواه (روح يهوه)، روخ هكما (روح الحكمة). أما في العهد الجديد فهو روح المسيح روح الحق، البارقليط والروح القدس.
يفصل العهد الجديد علاقة وثيقة بين الروح القدس وبين يسوع في بدء حياته كما خلال فترة دعوته. يذكر في إنجيلي متى ولوقا وكذلك في عقيدة مجمع نيقية أن ولادة يسوع "كانت بحلول الروح القدس على مريم العذراء". كما ذكر أن نزول الروح القدس على يسوع مثل حمامة خلال المعمودية في وداع الخطاب. وكذلك، وعد يسوع  بعد العشاء الأخير بإرسال الروح القدس إلى تلاميذه بعد رحيله.
يشار إلى روح القدس بـ«الرب واهب الحياة» في عقيدة نيقية الذي يلخص العديد من المعتقدات الأساسية التي تتبعها العديد من الطوائف المسيحية. ويظهر مشاركة  الروح القدس في الطبيعة الإلهية الثلاثية هو واضح  في نهاية إنجيل متى (28:19) عندما أرشد تلاميذه قائلاً: «فَاذْهَبُوا وَتَلْمِذُوا جَمِيعَ الأُمَمِ وَعَمِّدُوهُمْ بِاسْمِ الآب وَالابْنِ وَالرُّوحِ الْقُدُسِ. (متى 19:28)» و «لأَنَّهُ حَيْثُمَا اجْتَمَعَ اثْنَانِ أَوْ ثَلاَثَةٌ بِاسْمِي فَهُنَاكَ أَكُونُ فِي وَسْطِهِمْ. (متى 20:18)» ومنذ القرن الأول، كان المسيحيين يدعون الله مع بصيغة الثالوث «الآب والابن والروح القدس» في الصلاة والغفران.

## التسمية والاستخدام
كانت العامية الإغريقية تستعمل كلمة «بنوما» (النفس) والتي استعملت 385 مرة في العهد الجديد.[بحاجة لمصدر] تظهر 105 مرات في الاناجيل الأربعه الكنسي، 69 مرة في أعمال الرسل، 161 مرة في رسائل بولص الرسول  50 مرة في أماكن آخر. وفي كل هذا، كان لها دلالات مختلفة: في 133 حالة تشير إلى «الروح»، وفي 153 حالة إلى «الروحانية»، وحوالي 93 مرة إلى الروح القدس، (أحيانا تحت اسم بنوما،  وفي بعض الأحيان بشكل صريح) وفي حالات قليلة تدل علىالرياح أوالحياة.

[بحاجة لتوضيح]

## الأسماء

### الكتاب المقدس – العهد القديم
- וְר֣וּחַ קָדְשׁ֑וֹ – الروح القدس (إشعياء 63:10)[5]
- וְר֣וּחַ קָ֝דְשְׁךָ֗ – الروح القدس (مزمور 51:11)[6]
- וְר֣וּחַ אֱלֹהִ֔ים (روخ إلوهيم) – روح من الله (سفر التكوين 1:2)[7]
- נִשְׁמַת־ר֨וּחַ חַיִּ֜ים (روخ خاييم ونيسمات) – التنفس من روح الحياة (سفر التكوين 7:22)[8]
- ר֣וּחַ יְהוָ֑ה) – روح يهوه (اشعياء 11:2)[9]
- ר֧וּחַ חָכְמָ֣ה וּבִינָ֗ה – «روح الحكمة» (اشعياء 11:2)
- ר֤וּחַ עֵצָה֙ וּגְבוּרָ֔ה – روح الفهم (اشعياء 11:2)
- ר֥וּחַ דַּ֖עַת וְיִרְאַ֥ת יְהוָֽה – روح المشورة والقوة من يهوة (اشعياء 11:2)

### العهد الجديد
- πνεύματος ἁγίου (بنوماتوس هايغو) – الروح القدس (مت 1, 18)[10]
- πνεύματι θεοῦ (بنوماتي ثيو) – روح من الله (مت 12,28)[11]
- ὁ παράκλητος (هو براكليتوس) – الْمُعَزِّي (يو 16,7)[12]
- πνεῦμα τῆς ἀληθείας (بنوما تيس أليثياس) – روح الحق (يو 16, 13)[13]
- Πνεῦμα Χριστοῦ (بنوما كريستو) – روح المسيح (1 بط، 11)[14]

## الروح القدس في الكاثوليكية
الروح القدس كان موضوعا في ما لا يقل عن اثنين من مقالات الدورية البابوية:
- حول الروح القدس - البابا ليو الثالث عشر (1897)
- الرب ومانح الحياة - البابا يوحنا بولس الثاني (1986)

موضوع الروح القدس هو مناقشة مستفيضة في كتاب التعليم المسيحي للكنيسة الكاثوليكية  تحت موضوع «أؤمن بالروح القدس» في الفقرات من 683 وحتى 747.
عقيدة الروح القدس كما وردت في عقيدة نيقية هي نقطة الخلاف بين الكنيسة الكاثوليكية والكنيسة الأرثوذكسية الشرقية. 

## الاختلافات المذهبية

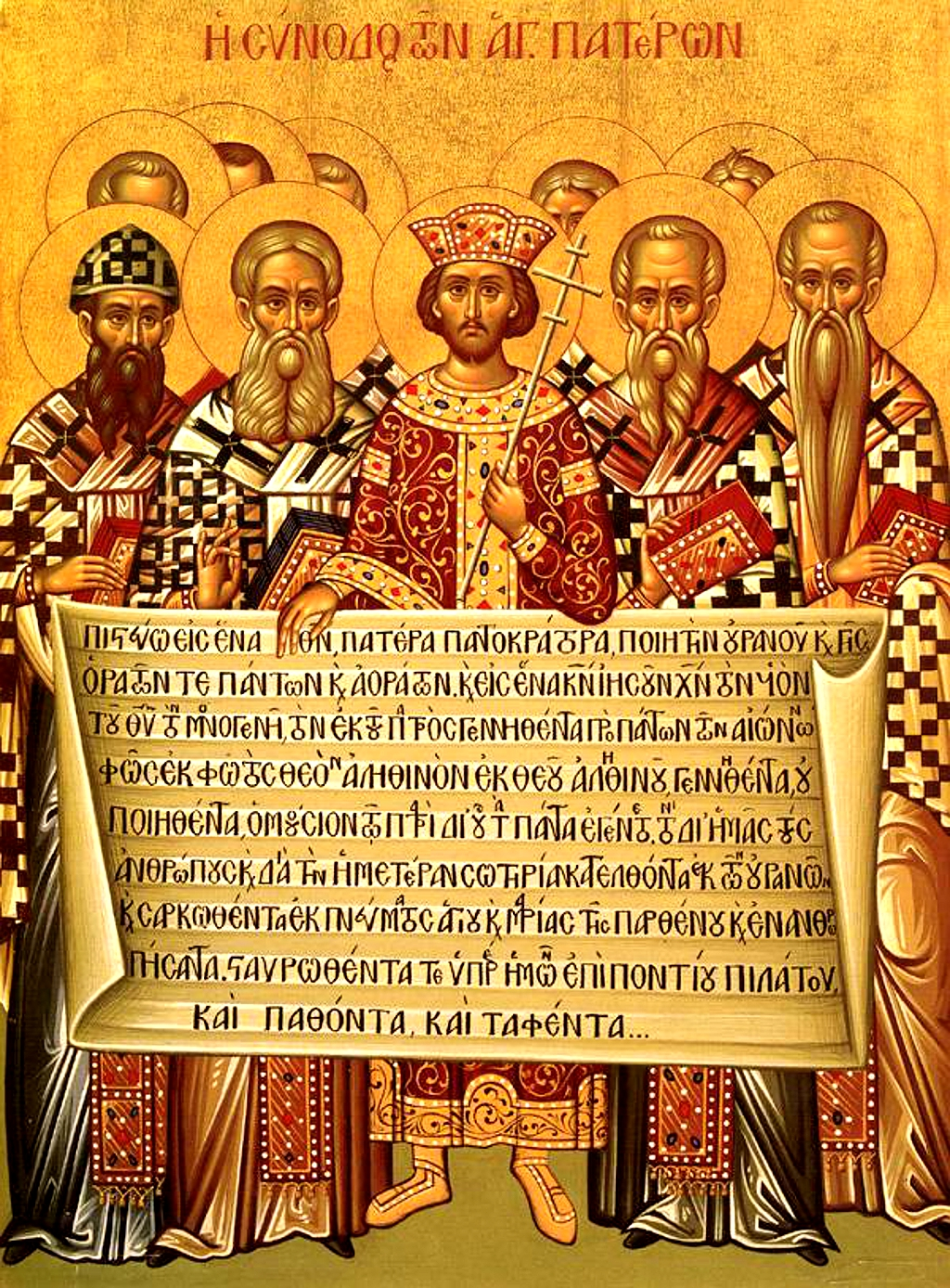
أيقونة تمثل الكهنة الذين حضروا مجمع نيقية يرفعون عقيدة نيقية

يوجد عند الطوائف المسيحية الفقهية بعض الاختلافات في معتقداتهم بشأن الروح القدس. ومن الأمثلة المعروفة هي جدلية انبثاق الروح القدس وهي واحدة من الاختلافات الرئيسية بين تعاليم الكنيسة الغربية والكنيسة الشرقية الأرثوذكسية وهي خلاف على مستوى السيادة البابوية.
إن نقاض انبثاق الروح القدس يتمحور حول ما إذا كانت عقيدة نيقية تعني أن الروح القدس «منبثق من الآب» وتقف هنا، وهذه العقيدة المعتمدة من قبل الكنيسة الشرقية، أو ينبغي القول أن «الروح القدس منبثق من الآب والابن»، كما تعتمدها المنيسة اللاتينية وفيما بعد.
في الكنيسة الأنجليكانية، جرت في نهاية القرن 20 مناقشات حول مبدأ الانبثاق وتم الإتفاق على اتباع المفهوم الأرثوذكسية الشرقية، ولكن هذه لا تزال لم تصل إلى حالة التنفيذ النهائية.[بحاجة لمصدر]
يعتمد غالبية التيار البروتستانتي يحملون وجهات نظر مماثلة للاهوت الروح القدس بحسب الكاثوليكية. ولكن هناك اختلافات بين مذهب الخمسينية وبقية البروتستانتية الذين يركزون على الروح القدس كمعمودية معتمدين على إنجيل أعمال الرسل 1:5 الذي يقول «الآن سوف يعمد بالروح القدس». وفي الآونة الأخيرة، ركزت الحركات المسيحية الكاريزماتية على خاصية «هدايا من الروح» (مثل الشفاء، النبوة، إلخ.) معتمدين على 1 كورنثوس 12 باعتبارها أساس ديني، ولكن غالباً ما تختلف عن الحركات الخمسينية.
وهناك مذاهب اللاثالوثية، مثل الآريوسية والتوحيدية الذين لا يعترفون بالثالوث.

### شهود يهوه
يرى شهود يهوه أن الروح القدس ليس شخصا حقيقيا منفصل عن الله الآب، ولكن على أنه «القدرة» أو «الطاقة» أو «القوة الفاعلة» التي يستخدمها الله الأب لتحقيق مشيئته في الخلق والفداء.

### كنيسة يسوع المسيح لقديسي الأيام الأخيرة
تعتقد طائفة المورمون أن روح القدس هو العضو الثالث من اللاهوت. هو شخصية من روح بدون جسد من لحم وعظام. هو غالبا ما يشار إليها باسم روح الروح القدس، روح الله، روح الرب، أو المعزي. المورمون يؤمنون اب\التثليث الاجتماعي وهذا يعني أن الأب والابن والروح القدس هم وحدة موحدة في الإرادة والغرض، ولكن ليس في الجوهر.[بحاجة لمصدر] يعتقدون أن الروح القدس هي تابعة للآب والابن وتعمل تحت إشرافهما. كما يعتقدون أن روح القدس، مثل كل الكائنات الذكية، هي جذريا أزلية غير مخلوقة، ذاتية الوجود. يقول المورمونيون أن يمكن لتأثير روح القدس أن يحصل قبل المعمودية، ولكن الهبة، أو الرفقة الثابتة لروح القدس تأتي بشكل صحيح من خلال وضع يد أشخاص رسموا ككهنوت بشكل صحيح مع تسلسل سلطوي يرجع إلى المسيح من خلال بطرس بعد المعمودية الصحيحة. 

## الفلسفة الرواقية
يرجع ماكسوي ستانيفورث فكرة روح القدس، في كتابه «التأملات» إلى الرواقيين الذين أثرا على فلاسفة اللاهوت المسيحيين وبخاصة على عقيدة مجمع نيقية والذين صوروا العقلانية كأنها روح نارية تحل على المختارين من البشر.
.

### معرض صور

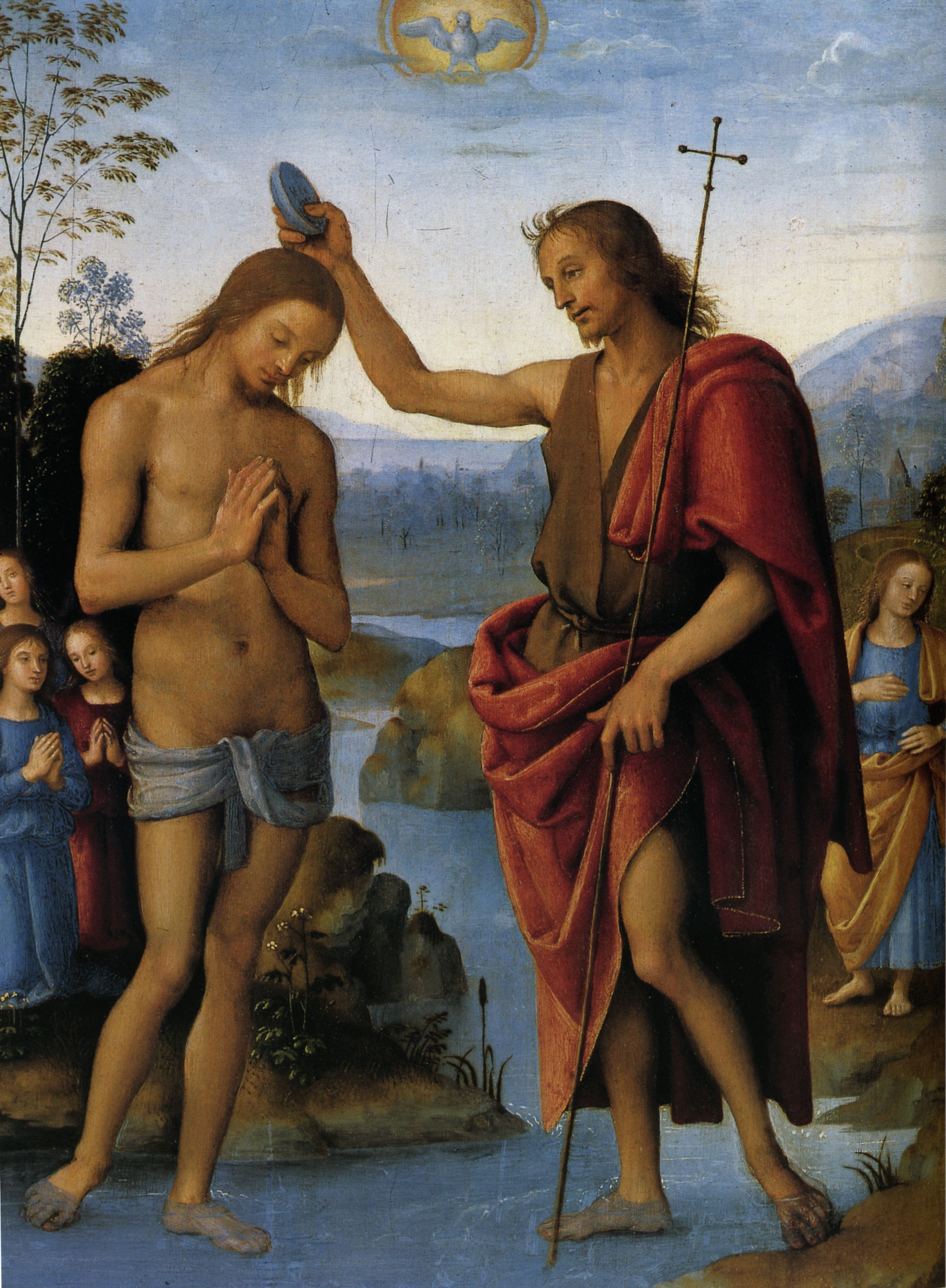
حمامة التمثيل في معمودية السيد المسيح رسم بيترو بيروغينو حوالي 1498
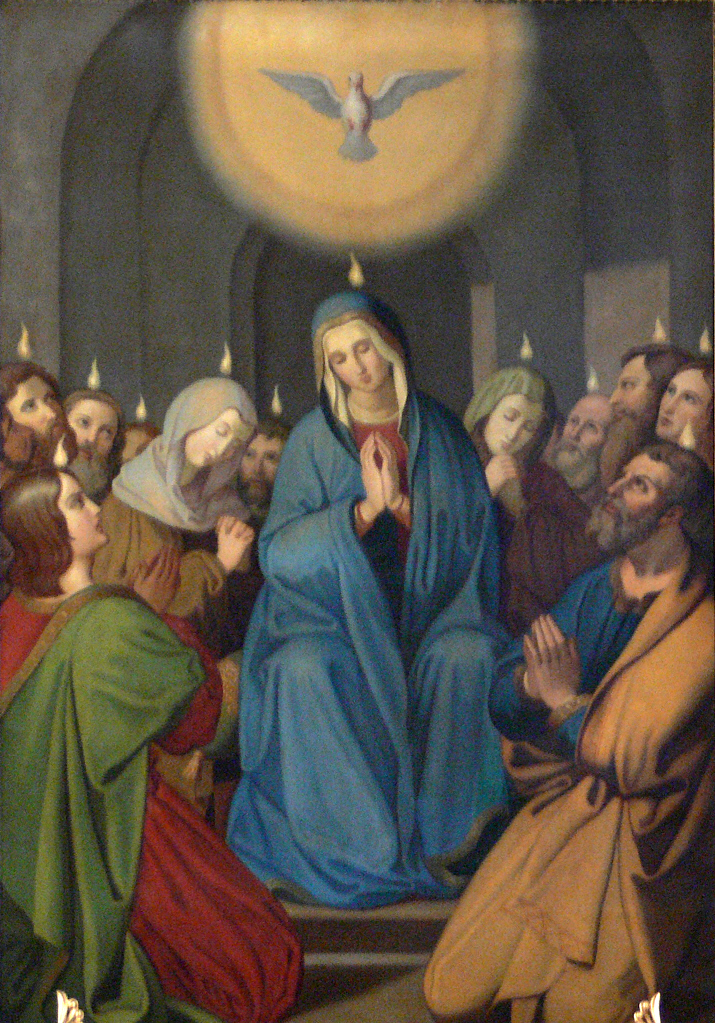
الحمامة كروح قدس، لرافينسبورغ من ألمانيا عام1867
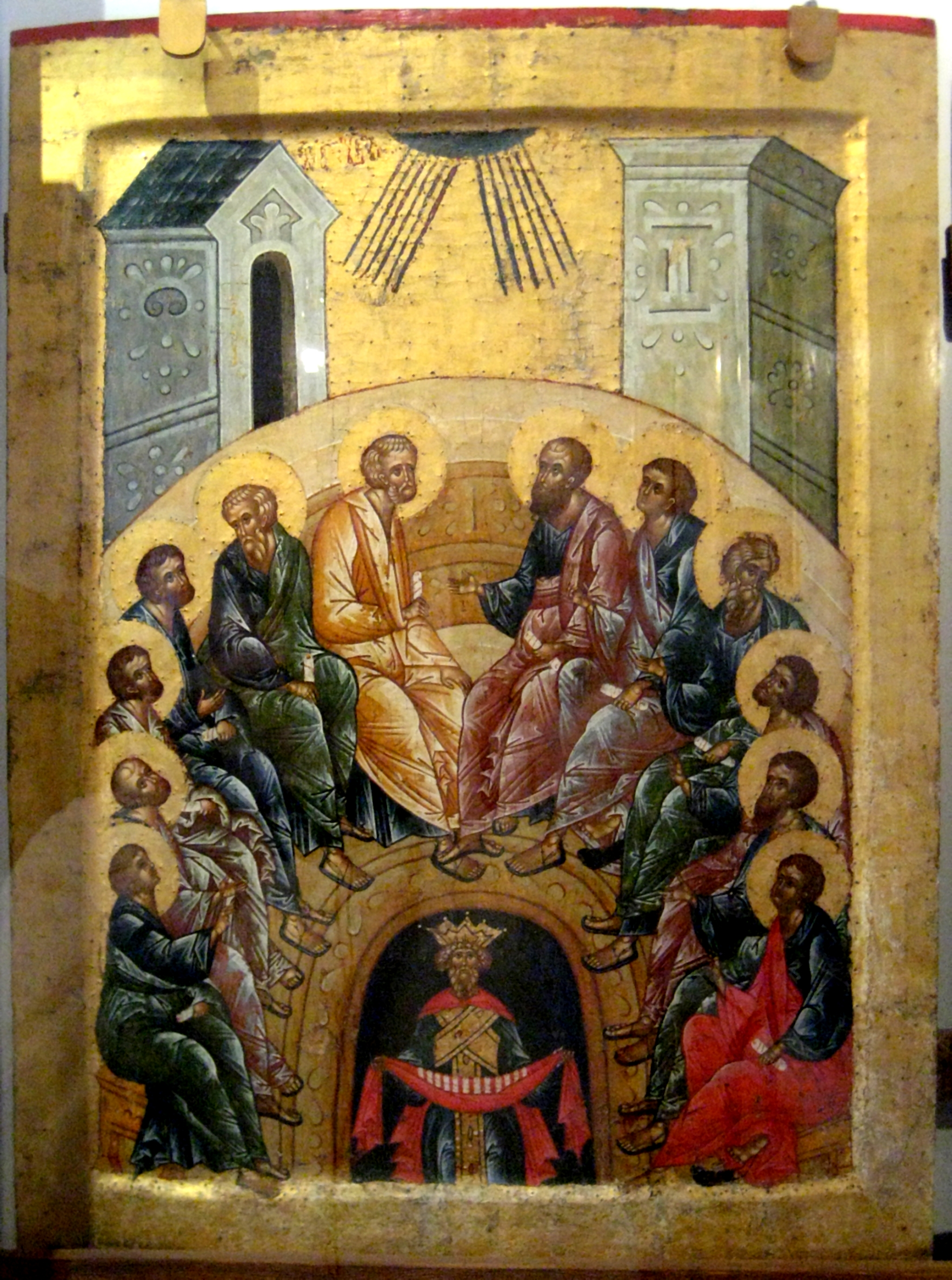
روح القدس كشعاع من الضوء في أيقونة العنصرة الروسية، القرن 15
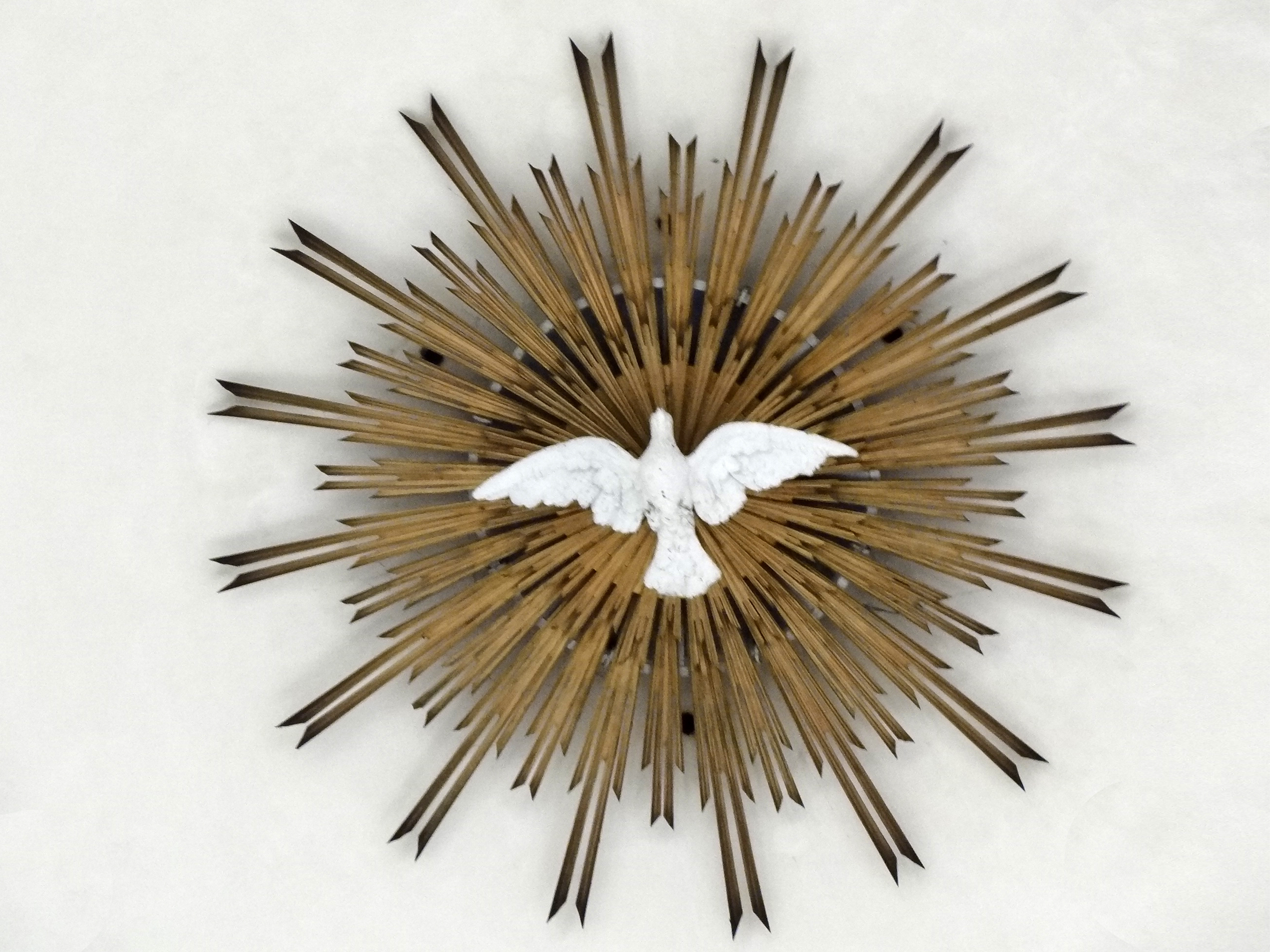
على حجر الزاوية في كنيسة القديس ميخائيل رئيس الملائكة في كاوناس

### الكاتدرائيات الروح القدس

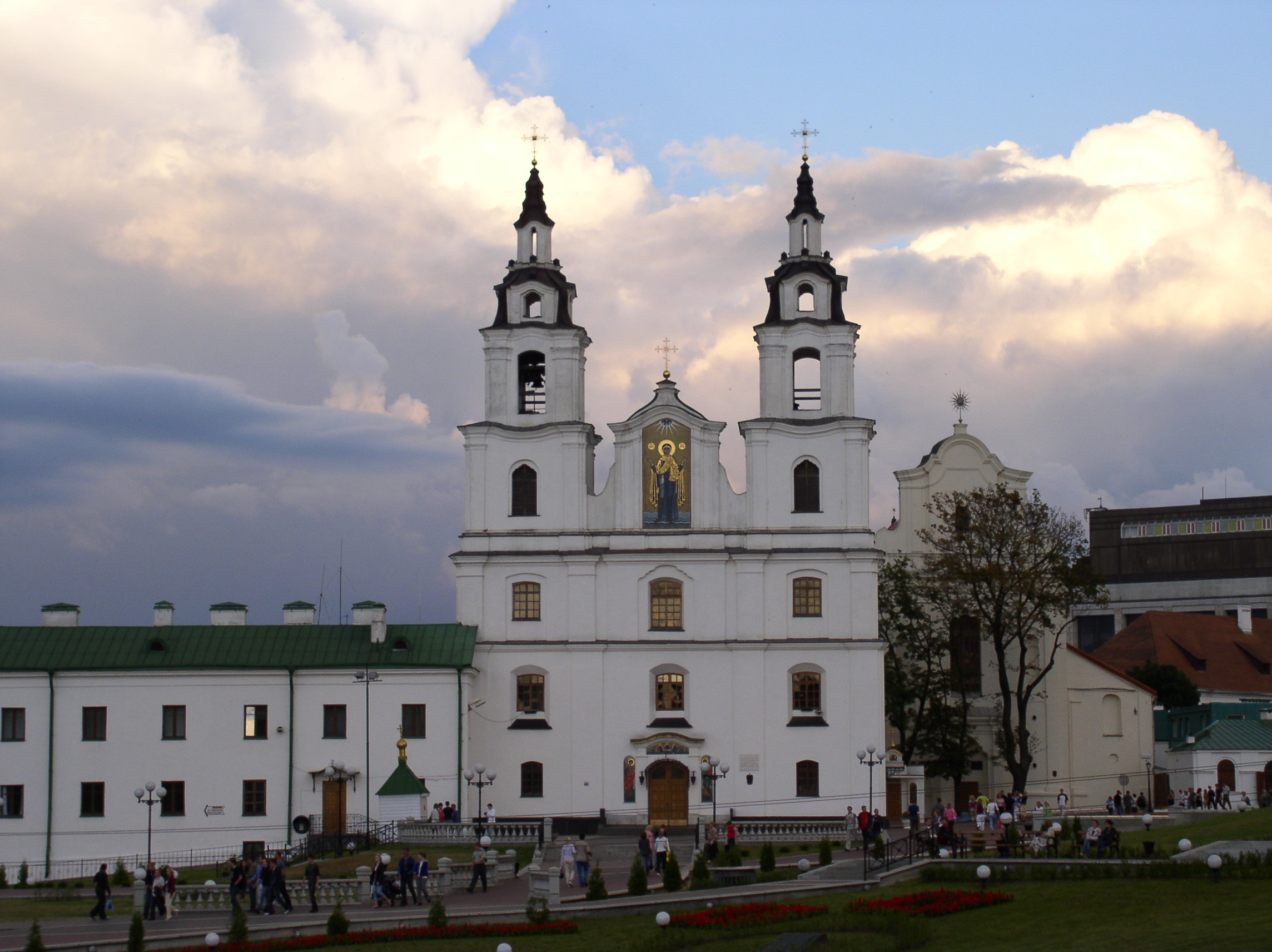
كنيسة الروح القدس في مينسك, روسيا البيضاء
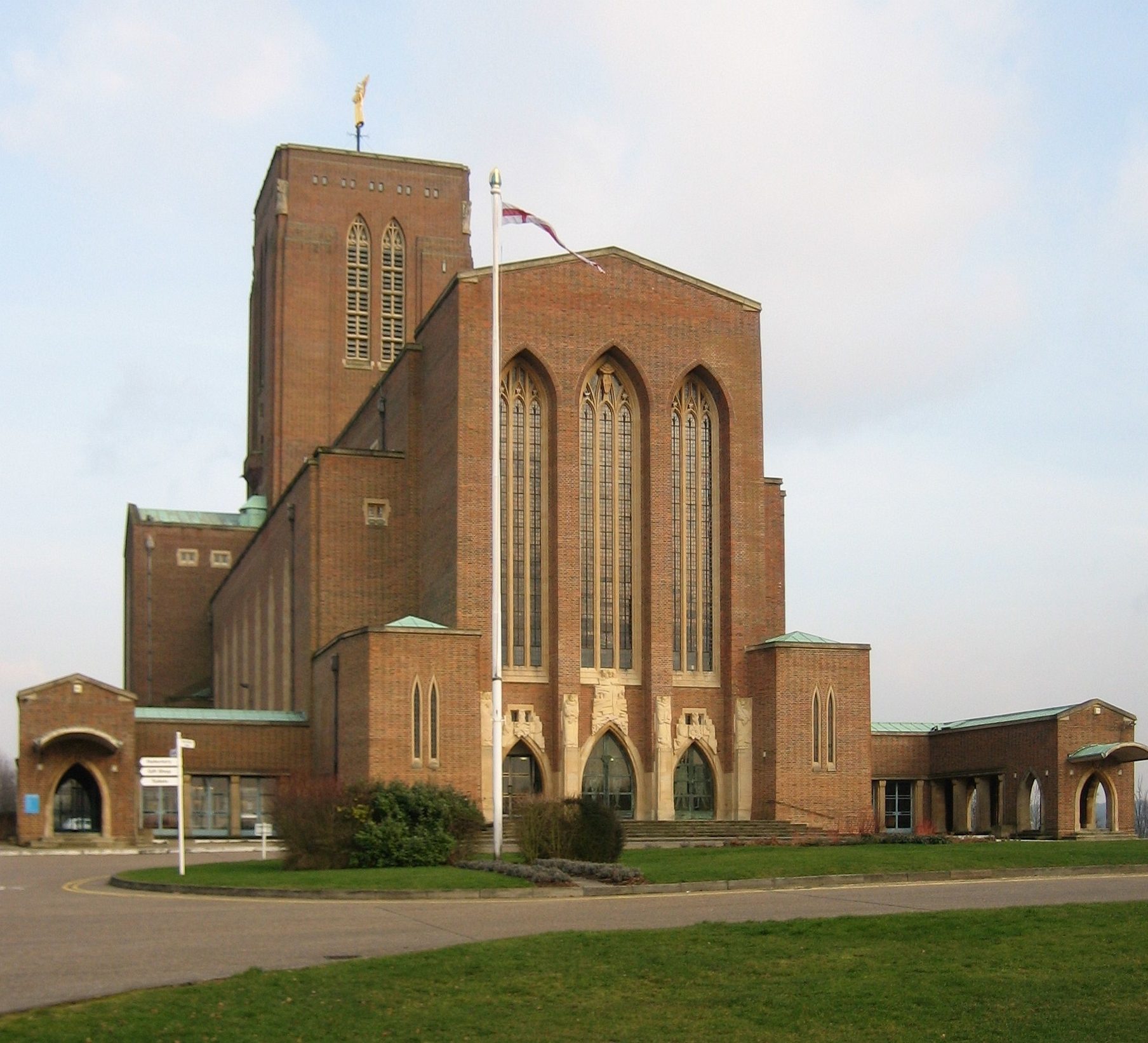
كاتدرائية غيلدفورد المملكة المتحدة
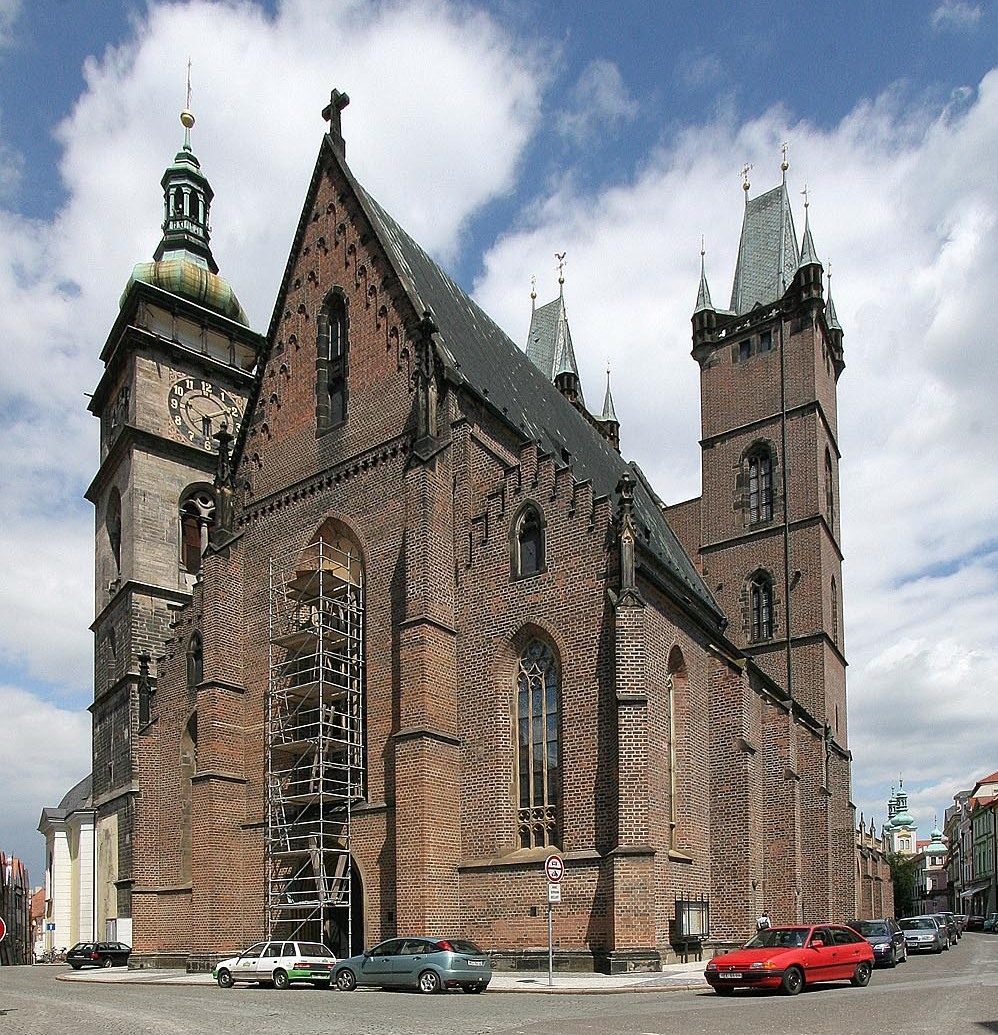
هراديك كرالوفي في جمهورية التشيك

## وصلات خارجية
- التعليم المسيحي للكنيسة الكاثوليكية: الفصل الثالث. أعتقد في الروح القدس (غ. 683-686); المادة 8. «أؤمن بالروح القدس» (nos. 687-747)